# Campionati europei di salto ostacoli 1965
I Campionati europei di salto ostacoli 1965 si sono svolti ad Aquisgrana, in Germania Ovest. 

## Podi
| Evento           | Oro              | Argento       | Bronzo             |
| Gara individuale | Hermann Schridde | Nelson Pessoa | Alwin Schockemöhle |

## Medagliere
| Posiz. | Nazione        | Oro | Argento | Bronzo | Totale |
| ------ | -------------- | --- | ------- | ------ | ------ |
| 1      | Germania Ovest | 1   | 0       | 1      | 2      |
| 2      | Brasile        | 0   | 1       | 0      | 1      |
| Totale | Totale         | 1   | 1       | 1      | 3      |